# Anna Creek Painted Hills
Die Anna Creek Painted Hills sind eine 360 Quadratkilometer große Hügellandschaft aus Sandstein im australischen Bundesstaat South Australia.
Die Hügel liegen auf dem Gebiet der Farm Anna Creek Station. Um die natürlichen Gebilde vor Zerstörung zu schützen, wurde die Existenz der Hügel lange von den Besitzern der Farm geheim gehalten. Heute sind Touristenflüge über dem Gebiet gestattet, welche vom Flugplatz Coober Pedy ausgehen, der Zugang über Land ist jedoch weiterhin versperrt.
Entstanden sind die Hügel wahrscheinlich innerhalb der letzten 50 Millionen Jahre durch Bodenerosion. Die dunkelrote Färbung ist die Folge der Oxidation von Eisen im Gestein.

## Quelle
- n-tv.de: Geheim gehaltene Hügel, vom 14. März 2007, abgerufen am 3. März 2014.